# Кастионс ди Страда
Кастио̀нс ди Стра̀да (на италиански: Castions di Strada; на фриулски: Cjasteons di Strade, Частеонс ди Страде) е малко градче и община в Северна Италия, провинция Удине, автономен регион Фриули-Венеция Джулия. Разположено е на 23 m надморска височина. Населението на общината е 3904 души (към 2010 г.).